# Marjimak (Kelbajar)
Marjimak est un village de la région de Kelbajar en Azerbaïdjan.

## Histoire
En 1993-2020, Marjimak était sous le contrôle des forces armées arméniennes. Le 25 novembre 2020, sur la base d'un accord trilatéral entre l'Azerbaïdjan, l'Arménie et la Russie en date du 10 novembre 2020, la région de Kelbajar, y compris le village de Marjimak, a été restituée sous le contrôle de l'Azerbaïdjan. 

## Sources
Chukun boulaghi, Agh boulag, Armoudlou boulag, Damirli boulag, Gur boulag, Dachdantchikhan boulag, Novlu boulag, Aliabbasin boulaghi, Tcah boulag, Gourdlou boulag, Palidli boulag, Azizin boulaghi, Agsuyun boulaghi, Chirran boulag, Oyugun boulaghi, Altchali boulag, Uzuntala boulag, etc.